# Carl Rabl

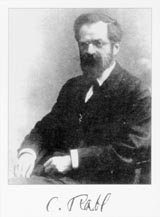
Carl Rabl

Carl Rabl (* 2. Mai 1853 in Wels, Österreich; † 24. Dezember 1917 in Leipzig) war ein österreichischer Zoologe und Anatom.

## Leben
Carl Rabl entstammte einer Ärztefamilie, die im 18. Jahrhundert aus Bayern nach Oberösterreich ausgewandert war. Er besuchte das Stiftsgymnasium Kremsmünster und studierte Medizin und Zoologie an den Universitäten Wien, Leipzig und Jena. Er wurde 1882 in Wien zum Dr. med. promoviert und habilitierte sich ein Jahr später für deskriptive Anatomie. Nach zwei Jahren als Privatdozent wurde er 1885 zum a. o. Professor ernannt.
1886 folgte er dem Ruf der (geteilten) Karl-Ferdinands-Universität auf den Lehrstuhl für Anatomie. 1890/91 war er Dekan der Medizinischen Fakultät, 1903/04 Rektor der Universität. 1904 wechselte er als Nachfolger von Wilhelm His an die Universität Leipzig. 1917 wurde er emeritiert.
Rabl lieferte wichtige Beiträge zur Zellforschung, Befruchtung, Gastrulation und Keimblattbildung. Die Illustrationen seiner Publikationen zeichnete er selbst. Er entwickelte die Theorie von der Konstanz der Chromosomen. Dreimal schlug Hans Chiari zwischen 1902 und 1910 Rabl vergeblich für den Nobelpreis für Medizin vor.
Verheiratet war Rabl seit 1891 mit Marie geb. Virchow (1866–1952), einer Tochter Rudolf Virchows. Der Pathologe Rudolf Rabl war ein Sohn des Paares. Carl Rabl war Ehrenmitglied der Prager Universitäts-Sängerschaft Barden.

## Mitgliedschaften
- Österreichische Akademie der Wissenschaften
- Akademie der Wissenschaften zu Göttingen[8]
- Königlich Bayerische Akademie der Wissenschaften[9]
- Preußische Akademie der Wissenschaften[10]
- Sächsische Akademie der Wissenschaften[11]

## Ehrungen
- Hofrat (1902)
- Ehrendoktor der Universität Oslo (1911)

## Schriften (Auswahl)
- Über „organbildende Substanzen“ und ihre Bedeutung für die Vererbung. (Digitalisat)
- Über Zelltheilung. Morphologisches Jahrbuch, Bd. 10, 1885. (Digitalisat)
- Theorie des Mesoderms. Engeelmann, Leipzig 1897. (Digitalisat)
- Über den Bau und die Entwicklung der Linse, Engelmann, Leipzig 1900. (Digitalisat)
- Die Entwicklung des Gesichts, Bd. 1 (1906).
- Geschichte der Anatomie an der Universität Leipzig. Barth, Leipzig 1909. (Digitalisat)